# Первая Грязучая
Первая Грязучая — деревня в Павинском районе Костромской области. Входит в состав Петропавловского сельского поселения

## География
Находится в северо-восточной части Костромской области на расстоянии приблизительно 16 км на восток по прямой от села Павино, административного центра района.

## История
В XIX веке деревня Грязучая находилась на территории Никольского уезда Вологодской губернии. В 1859 году здесь было учтено 5 дворов. Дата разделения деревни на Первую и Вторую Грязучую пока неизвестна.

## Население
Численность постоянного населения составляла 37 человек (1859), 65 в 2002 году (русские 100 %), 54 в 2022.